# Fabrice Walfisch
Fabrice Walfisch (ur. 22 lutego 1973 roku w Ozoir-la-Ferrière) – francuski kierowca wyścigowy.

## Kariera
Walfisch rozpoczął karierę w wyścigach samochodowych w 1992 roku od startów we Francuskiej Formule Ford 1600. Z dorobkiem ośmiu punktów uplasował się tam na osiemnastej pozycji w klasyfikacji generalnej. Rok później w tej samej serii był już trzeci. W późniejszych latach pojawiał się także w stawce Francuskiej Formuły 3, Francuskiej Formuły Renault, Formuły 3000, European Super Touring Championship, Renault Sport Clio Trophy, Francuskiego Pucharu Porsche Carrera, Porsche Supercup oraz Mégane Trophy Eurocup.
W Formule 3000 Francuz startował w latach 1998-2000. Jedynie w sezonie 1999 zdobywał punkty, kiedy to raz stanął na podium. Z dorobkiem czterech punktów uplasował się tam na czternastym miejscu w końcowej klasyfikacji kierowców.